# Cononedys escheri
Cononedys escheri är en tvåvingeart som först beskrevs av Mario Bezzi 1908.  Cononedys escheri ingår i släktet Cononedys och familjen svävflugor. Inga underarter finns listade i Catalogue of Life.